# Belostomatini
Tribu
Les Belostomatini sont une tribu d'insectes hétéroptères (punaises) de la famille des Belostomatidae (Nepomorpha), de la sous-famille des Belostomatinae .

## Description
Ovales à elliptiques, brunâtres et aplatis, aux pattes avant ravisseuses et aux pattes arrière natatoires, les Belostomatini ont les mêmes caractéristiques que tous les Belostomatinae, mais se distinguent des Diplonychini par le fait que les tarses de la patte antérieure sont bisegmentés, avec une griffe antérieure développée, alors que la griffe postérieure est vestigiale ou absente (protarses trisegmentés chez les Diplonychini, avec des griffes de longueur égale ou très courtes),.

## Répartition
Les Belostomatini se rencontrent uniquement dans le Nouveau Monde, y compris les îles antillaises (aux côtés de Lethocerinae et d'Horvathiniinae), alors que les Diplonychini se rencontrent en Afrique, en Asie et en Australie.

## Biologie
Comme chez les autres Belostomatinae, les femelles pondent sur le dos des mâles qui protègent, aèrent et humidifient la ponte.

## Systématique
En 2018, lors de leur analyse approfondie de la famille, Ribeiro et al. ont proposé de séparer la sous-famille des Belostomatinae en 2 tribus, sur la base de caractères morphologiques et moléculaires: les Belostomatini réunissent les 3 genres du Nouveau-Monde (Abedus, Belostoma et le genre monotypique Weberiella). Il s'agit de la tribu la plus diversifiée au sein de la famille, surtout avec le genre Belostoma, qui compte plus de 60 espèces,.

### Fossiles
Un fossile du genre moderne Belostoma a été trouvé dans des dépôts d'asphalte de Californie (Belostoma bakeri Montandon, 1913), datant d'environ −7 000 ans.

### Liste des genres
Selon BioLib (23 octobre 2022) :
- genre Abedus Stål, 1862
- genre Belostoma Latreille, 1807
- genre Weberiella De Carlo, 1966

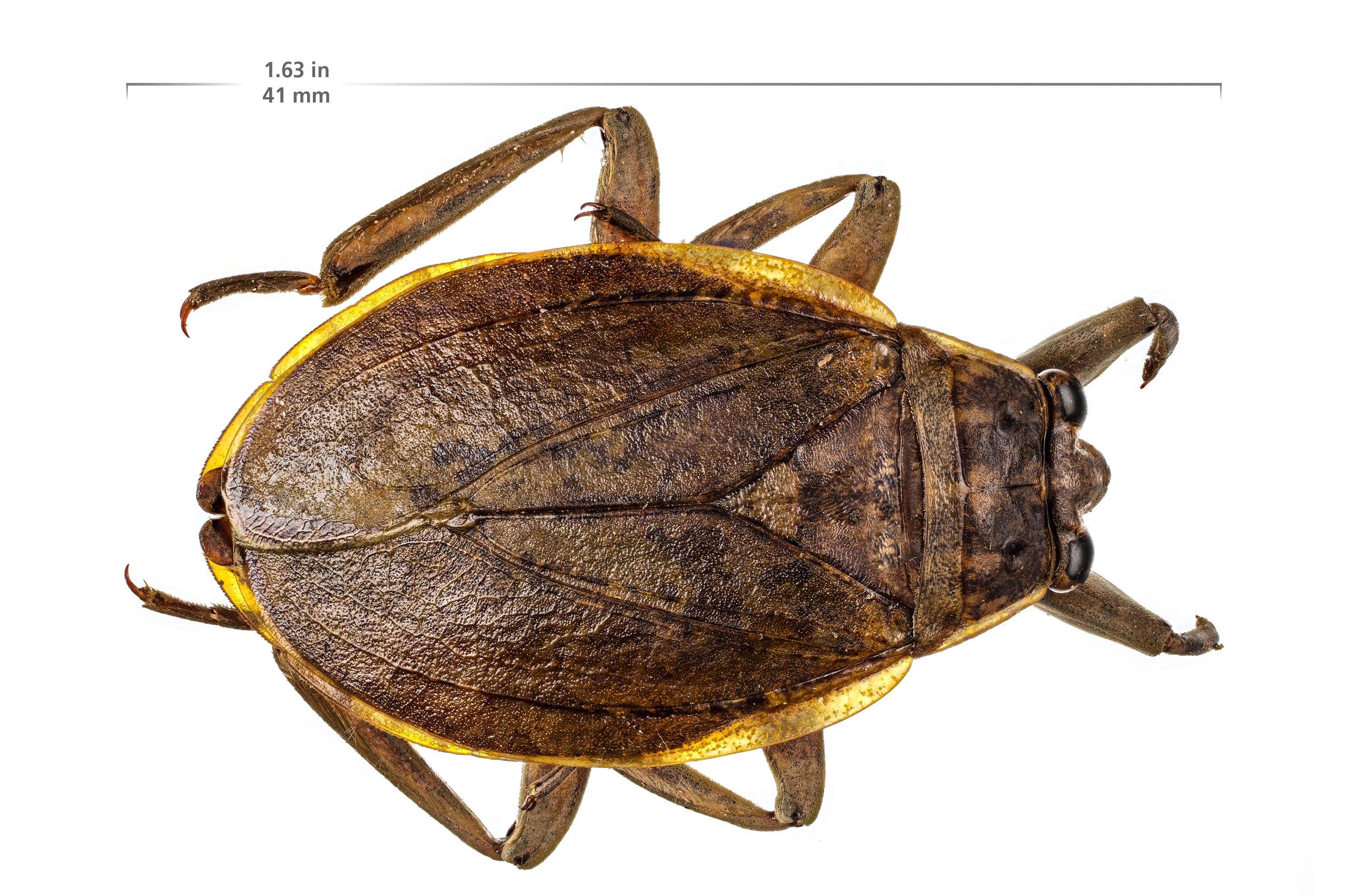
Abedus sp., Lac Mead (Nevada, États-Unis)
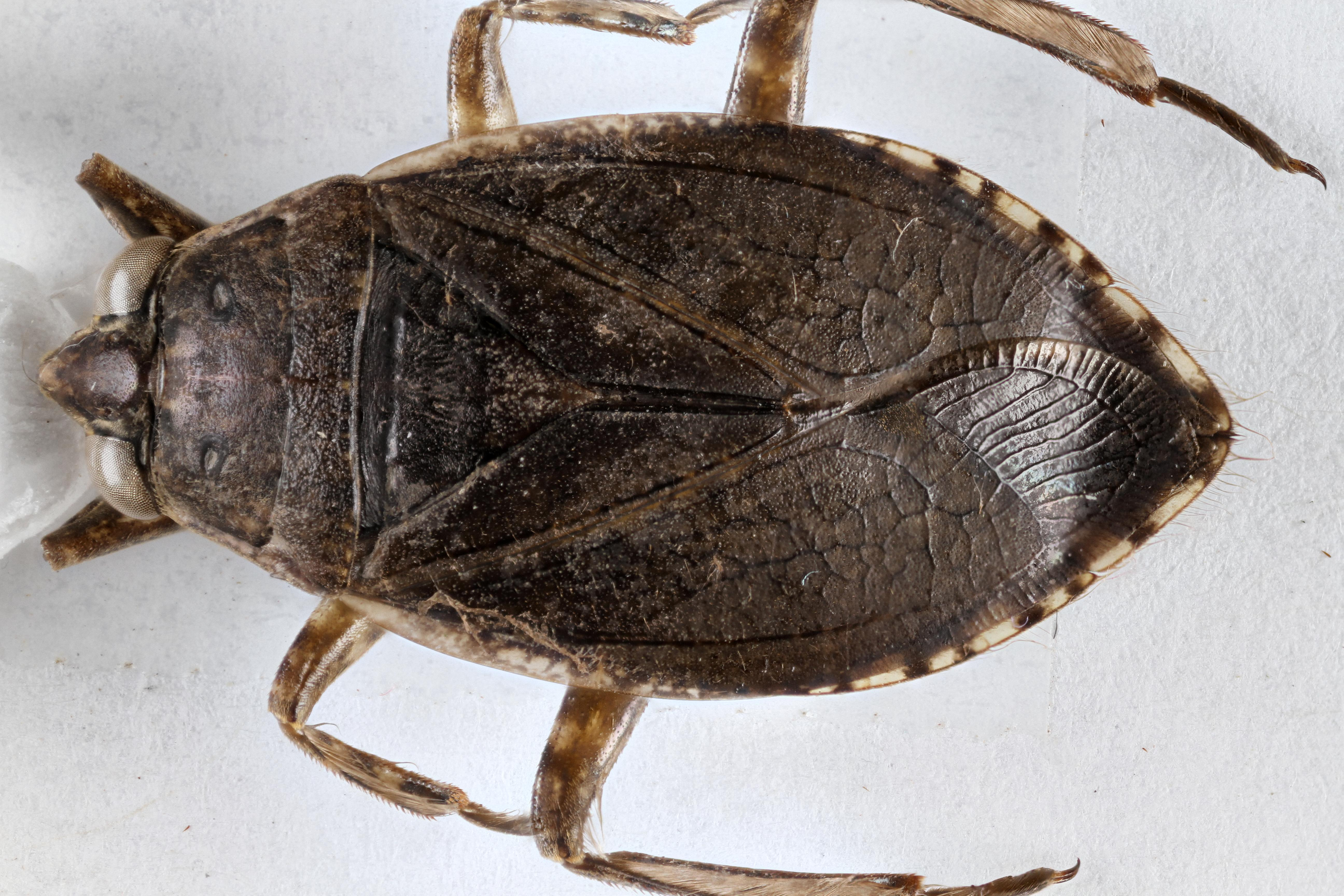
Belostoma minor, Floride (États-Unis).
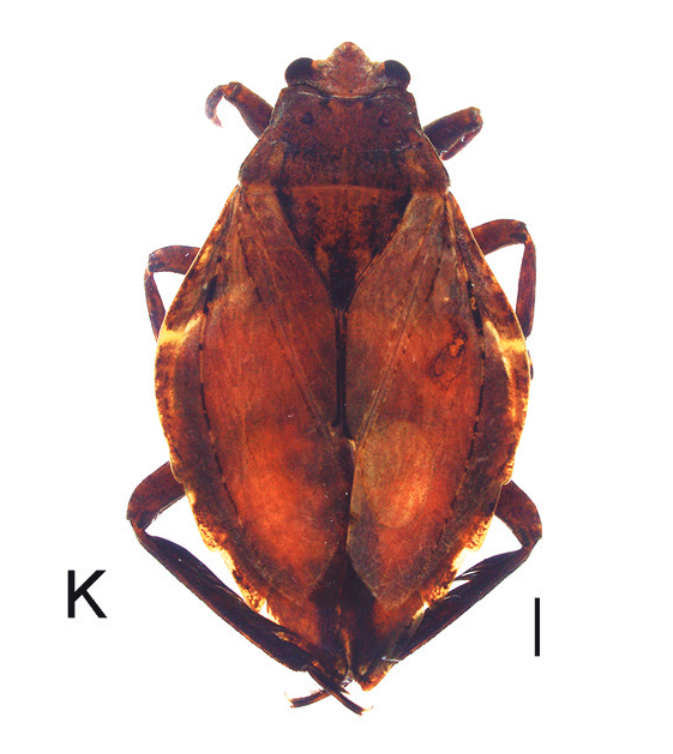
Weberiella rhomboides
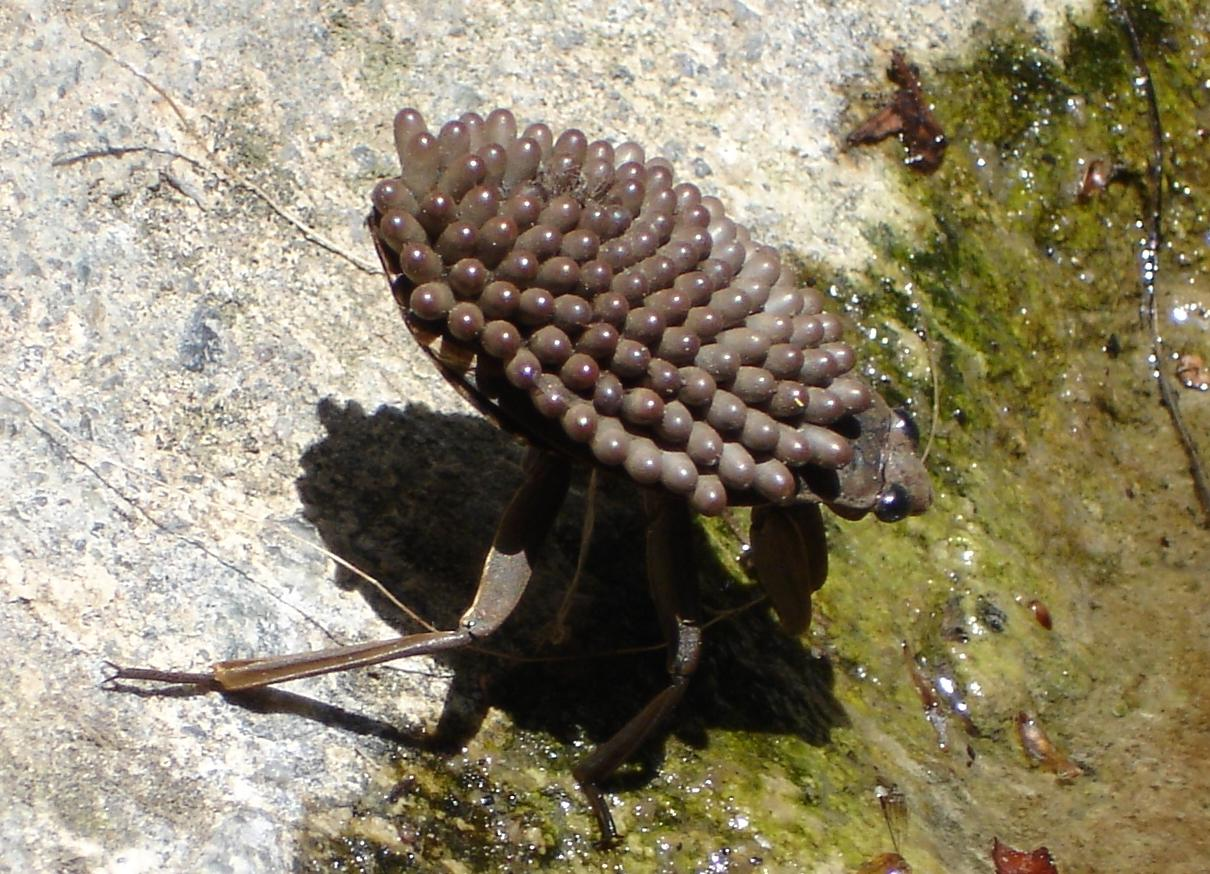
Mâle d'Abedus indentatus portant une ponte